# Tomasz Kayser
Tomasz Jerzy Kayser (ur. 6 marca 1959 w Poznaniu) – polski samorządowiec i działacz społeczny, zastępca prezydent Poznania (nieprzerwanie od 1990 do 2014) i radny miejski, przewodniczący Forum Rozwoju Gospodarczego Eurocities.

## Życiorys
Ukończył studia wyższe z ekonomiki i organizacji handlu zagranicznego w Akademii Ekonomicznej w Poznaniu, następnie kształcił się m.in. w Uniwersytecie Oxfordzkim (1986–1987). Od 1984 zatrudniony na Wydziale Prawa i Administracji Uniwersytetu im. Adama Mickiewicza, zajmował stanowisko starszego wykładowcy. 
W pierwszych po II wojnie wolnych wyborach samorządowych 1990 uzyskał mandat radnego, następnie był wybierany w kolejnych wyborach: 1994, 1998, 2002, 2006, 2010 i 2014 (po wyborach w 2002, 2006 i 2010 rezygnował z mandatu w związku z powoływaniem na stanowisko zastępcy prezydenta i wprowadzonym zakazem łączenia tych funkcji), w 2018 nie uzyskał reelekcji. W 1990 objął obowiązki zastępcy prezydenta Poznania, które pełnił nieprzerwanie do 2014 roku. 
Jest przewodniczącym Rady Programowej Stowarzyszenia Rozwoju Gospodarczego Gmin, był wiceprzewodniczącym Rady Nadzorczej Międzynarodowych Targów Poznańskich. Pełnił obowiązki przewodniczącego Forum Rozwoju Gospodarczego Eurocities oraz Rady Poznańskiej Lokalnej Organizacji Turystycznej. Stał również na czele Towarzystwa Przyjaciół Poznańskiej Fary, obecnie jest jego sekretarzem.

## Odznaczenia
- Złoty Medal „Za Zasługi dla Pożarnictwa”[2]
- Srebrny Medal za Zasługi dla Policji[2]
- Srebrna Odznaka „Zasłużony dla Ochrony Przeciwpożarowej”[2]